# My Life in Acoustic
My Life in Acoustic är en turné som genomfördes under andra halvan av 2007 med Blaze Bayley (sång) och Rich Newport (gitarr).

## Låtlista
1. Temple of Rock
2. Totaly Nude
3. Hey Babe
4. Lord of The Flies
5. Sign of the Cross
6. Regret
7. Tenth Dimension
8. Meant to Be
9. Wasted Years
10. The Trooper
11. I Like It Hot
12. Paint The Town Red
13. Man On The Edge
14. Soundtrack of My Life
15. Blood and Belief